# Kim So-hye
Kim So Hye (en hangul, 김소혜; Seúl, 19 de julio de 1999), más conocida por su nombre monónimo Sohye (en hangul, 소혜), es una cantante y actriz surcoreana. Fue finalista del programa de supervivencia de Mnet Produce 101 uniéndose al grupo I.O.I.

## Carrera
Viniendo de una compañía de actuación, Sohye estaba preparándose para convertirse en una actriz y no tenía experiencia en cantar y bailar antes de unirse a Produce 101. Su empresa, Redline Entertainment dijo que continuaría su formación una vez que termine de promocionar con el grupo. En junio de 2016, Sohye creó S&P (Shark & Penguin) Entertainment para manejar sus actividades como una idol. También abrió una cafetería, Penguin's Café, ubicada en el Distrito Seocho, para proporcionar un espacio donde ella y su propia agencia puedan conectarse con los fanáticos.
Aparte de participar en las actividades de I.O.I, Sohye era un anfitriona regular en el programa Star Show 360 de MBC Every 1 y Game Show de SBS.
Sohye hizo su debut como actriz en 2017, en un drama de VR titulado My First Love.
A finales de enero de 2020 se anunció que se había unido al elenco principal de la serie How to Buy a Friend, donde dio vida a Uhm Se-yoon, una popular estudiante que siente un enamoramiento por Chan Hong (Lee Shin-young).
En marzo del 2021 se anunció que se había unido al elenco principal de la película Her Bucket List donde da vida a Cha Ra-ri, la novia de Kang Han-sol.

## Filmografía

### Series de televisión
| Año  | Título              | Papel         | Cadena | Notas        | Ref.                 |
| ---- | ------------------- | ------------- | ------ | ------------ | -------------------- |
| 2017 | My First Love       | Principal     |        | VR drama     |                      |
| 2019 | The Best Chicken    | Principal     |        |              |                      |
| 2020 | How to Buy a Friend | Uhm Se-yoon   |        | Protagonista | [ 10 ] [ 11 ]        |
| 2023 | My Lovely Boxer     | Lee Kwon-sook | KBS2   | Protagonista | [ 12 ] [ 13 ] [ 14 ] |

### Películas
| Año  | Título          | Hangul   | Personaje   | Nota |
| ---- | --------------- | -------- | ----------- | ---- |
| 2019 | Moonlit Winter  | 윤희에게 | Sae-bom     |      |
| 2019 | Bank of Seoul   |          | Ji Hyeon-su |      |
| 2021 | Her Bucket List |          | Cha Ra-ri   |      |

### Programas de variedades
| Año  | Título                  | Cadena     | Papel              | Notas   |
| ---- | ----------------------- | ---------- | ------------------ | ------- |
| 2016 | Star Show 360           | MBC Every1 | Anfitriona regular |         |
| 2016 | Game Shoq               | SBS        | Anfitriona regular |         |
| 2017 | English Lecture Program | EBC        | MC                 | [ 15 ]  |
| 2017 | Lipstick Prince         | OnStyle    | Invitada           | Ep. #11 |

### Apariciones en vídeos musicales
| Año  | Título      | Artista | Notas |
| ---- | ----------- | ------- | ----- |
| 2015 | «The Light» | The Ark | ─     |

## Premios y nominaciones
| Año  | Premio                           | Categoría                      | Trabajo        | Resultado | Ref.   |
| ---- | -------------------------------- | ------------------------------ | -------------- | --------- | ------ |
| 2020 | 25th Chunsa Film Art             | Mejor actriz revelación        | Moonlit Winter | Nominada  |        |
| 2020 | 56th Baeksang Arts               | Mejor actriz revelación (cine) | Moonlit Winter | Nominada  | [ 17 ] |
| 2020 | 41st Blue Dragon Film            | Mejor actriz revelación        | Moonlit Winter | Nominada  | [ 18 ] |
| 2021 | 40th Golden Cinema Film Festival | Mejor actriz revelación        | Moonlit Winter | Ganadora  | [ 19 ] |